# Ayad Akhtar
Ayad Akhtar (ur. 28 października 1970) – amerykański dramaturg pochodzenia pakistańskiego, laureat Nagrody Pulitzera. Urodził się na amerykańskiej ziemi w Nowym Jorku. Wychowywał się w Milwaukee w stanie Wisconsin. Wyróżnienie otrzymał w 2013 za sztukę Disgraced. Oprócz tego wydał powieść American Dervish przetłumaczoną na 20 języków.